# Østerbro

Stadtteile der Kommune Kopenhagen (seit 2007): B = Østerbro.

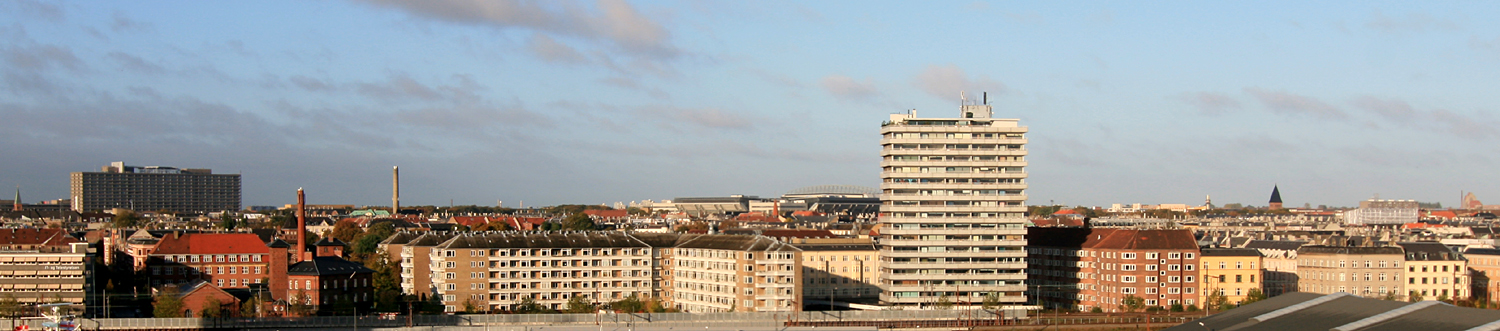
Blick über Østerbro

Østerbro [ˈøsd̥ʌˌb̥ʁoˀ] ist ein Stadtteil der dänischen Hauptstadt Kopenhagen. Hier leben rund 82.000 Einwohner.
Østerbro ist ein relativ wohlhabender Stadtteil. Es hat eine alte und vornehme Geschichte und beheimatet viele wichtige Baudenkmäler.
Zu Østerbro gehört das Gebiet Nordhavnen (Nordhafen), das neben dem Stadtteil Ørestad das wichtigste Stadtentwicklungsprojekt Kopenhagens darstellt. Aus dem ehemals industriell geprägten Hafengebiet soll schrittweise ein urbanes Stadtquartier mit Verbindung zum Meer entstehen. Am 2. Mai 2025 wurde im Nordhavn die zu diesem Zeitpunkt größte Landstromanlage zur Versorgung von Kreuzfahrtschiffen in Betrieb genommen. Die Anlage kann zunächst bis zu 20 MW bereitstellen und wird im voll ausgebauten Zustand 50 MW – ausreichend für sechs Kreuzfahrtschiffe – liefern können.
Bro ist eine alte dänische Bezeichnung für „brolagt vej“ – „gepflasterte Straße“, die zum Stadttor Østerport (deutsch Ostertor) führte, das im Mittelalter am Ende der Østergade („Oststraße“) lag. 1647 und 1708 wurde das Osttor im Rahmen der Stadterweiterung verlagert.
2002 bis 2007 war Østerbro in zwei der fünfzehn Stadtbezirke Kopenhagens geteilt:
- Indre Østerbro – 46.326 Einwohner
- Ydre Østerbro – 35.968 Einwohner

(Stand 1. Januar 2005)

## Verkehr
Seit 2019 ist Østerbro mit den Stationen Vibenshus Runddel, Poul Henningsens Plads und Trianglen an die Linie M3 (Cityringen) der Metro Kopenhagen angeschlossen. Zudem besteht Anschluss an den S-tog. Wie ganz Kopenhagen verfügt auch Østerbro über ein exzellentes Radverkehrsnetz.